# Sacy (Marne)
Sacy ist eine französische Gemeinde mit 370 Einwohnern (Stand: 1. Januar 2022) im Département Marne in der Region Grand Est (vor 2016 Champagne-Ardenne). Die Gemeinde gehört zum Arrondissement Reims und zum Kanton Fismes-Montagne de Reims. Die Einwohner werden Saceins genannt.

## Geographie
Sacy liegt etwa zehn Kilometer südsüdwestlich des Stadtzentrums von Reims. Umgeben wird Sacy von den Nachbargemeinden Ville-Dommange im Norden und Nordwesten, Les Mesneux im Norden und Nordosten, Bezannes im Nordosten, Écueil im Süden und Osten, Marfaux im Südwesten sowie Courmas im Westen und Südwesten.

## Bevölkerungsentwicklung
| Jahr                       | 1962 | 1968 | 1975 | 1982 | 1990 | 1999 | 2006 | 20189 |
| Einwohner                  | 376  | 366  | 357  | 363  | 355  | 344  | 366  | 369   |
| Quellen: Cassini und INSEE |      |      |      |      |      |      |      |       |

## Sehenswürdigkeiten

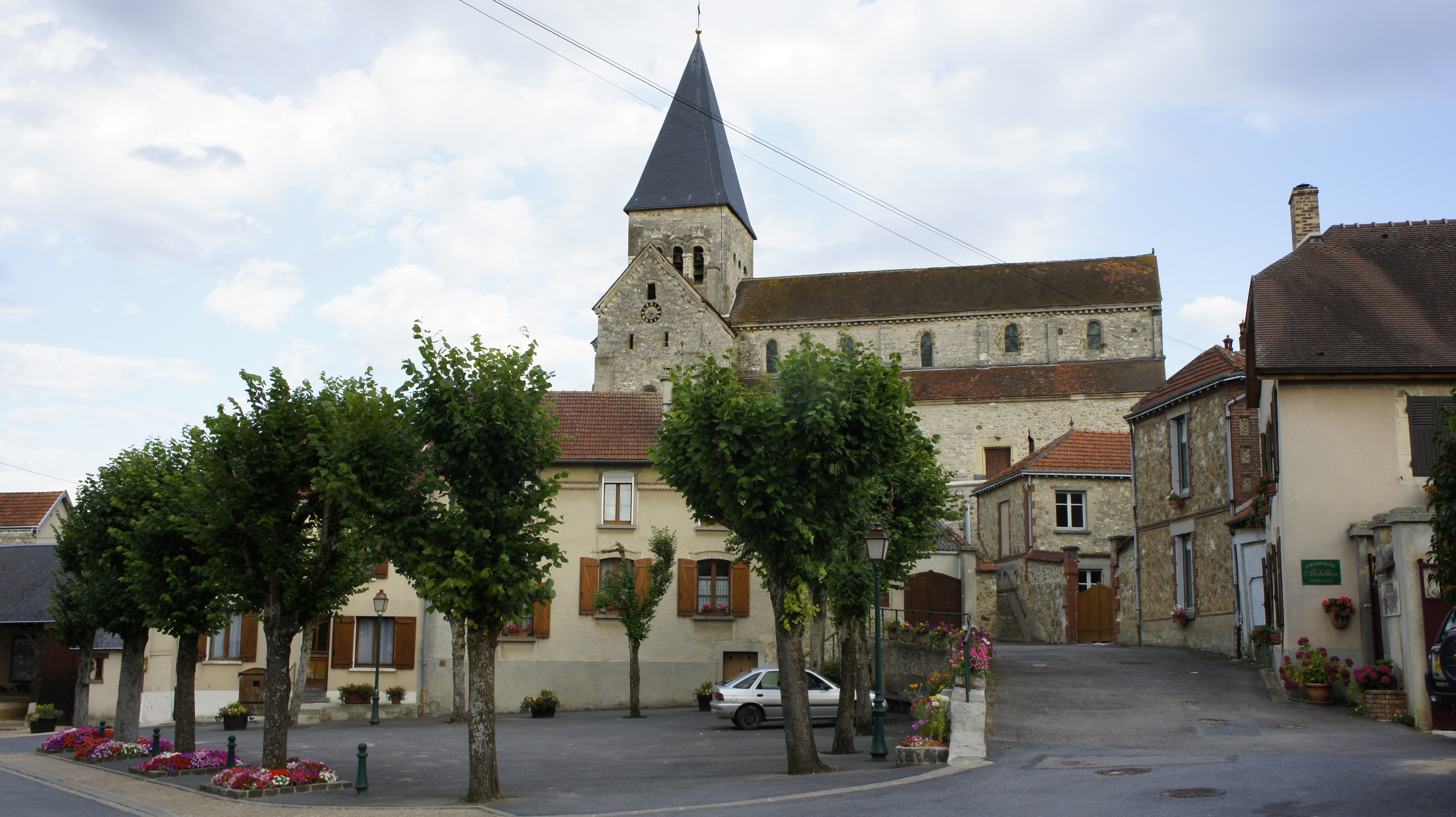
Kirche Saint-Rémy

- Kirche Saint-Rémy aus dem 12. Jahrhundert, Monument historique seit 1919
- Schloss Sacy
- Haus Mennesson